# Lumigny Safari Reserve
Koordinaten: 48° 42′ 38,1″ N, 2° 57′ 35,8″ O

Zoo-Lageplan 2010

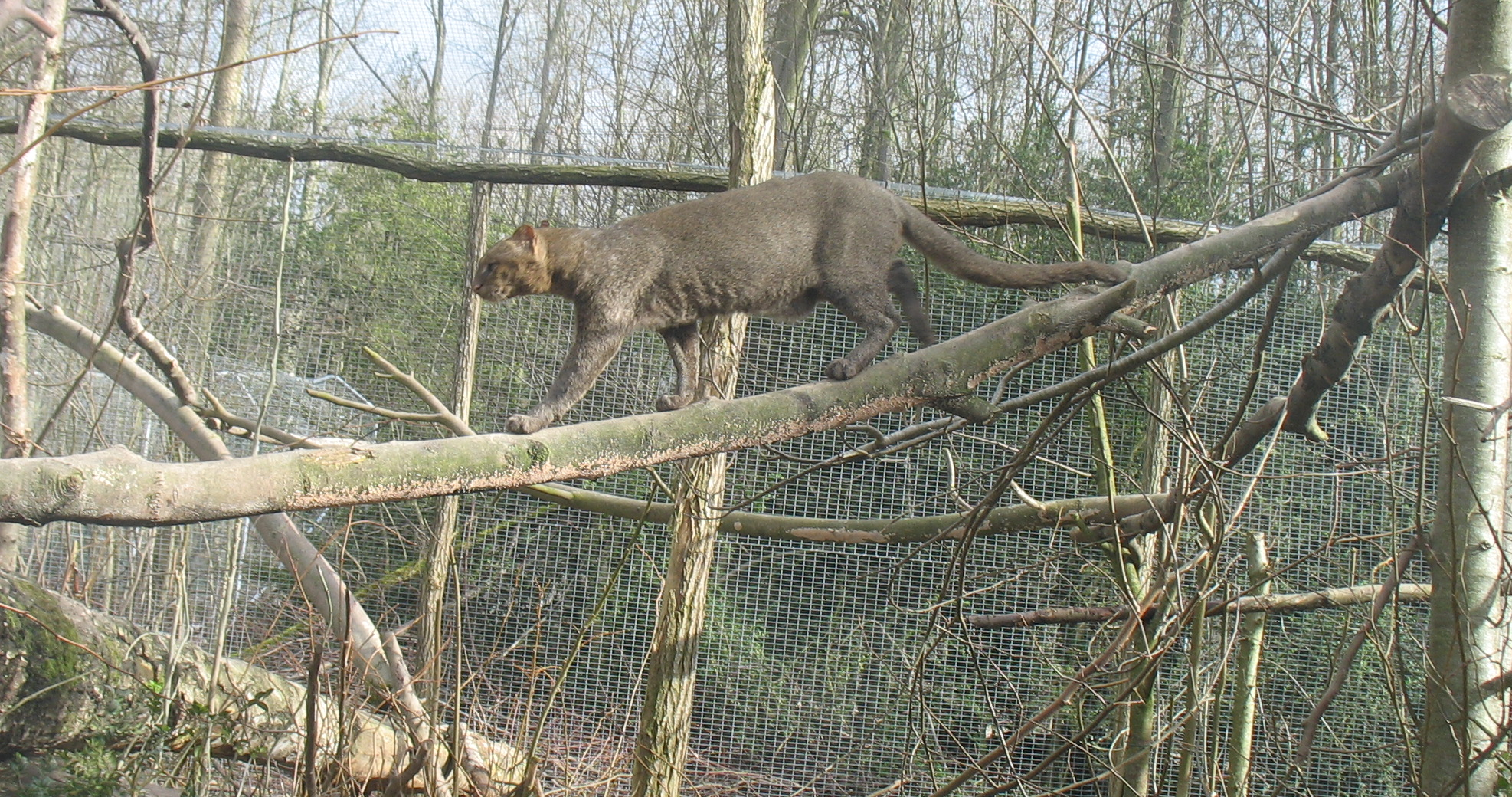
Jaguarundi im Geäst des Geheges

Lumigny Safari Reserve (ehemals Parc des Félins) ist ein aus zwei räumlich getrennten Teilen bestehender Zoo, der sich in der französischen Gemeinde Lumigny-Nesles-Ormeaux im Département Seine-et-Marne in der Region Île-de-France befindet. Der Zoo ist etwa 50 Kilometer südöstlich des Stadtzentrums von Paris entfernt und widmet sich speziell den Katzen (Felidae) und Primaten. Er ist bei der European Association of Zoos and Aquaria (EAZA) akkreditiert.

## Geschichte
Am 1. September 1998 eröffneten die Brüder Thierry und Patrick Jardin im Park des Château d’Auneau in Auneau einen Tierpark, der mit Groß- und Kleinkatzen besetzt wurde. Schon bald zeigte sich, dass das ca. 8,0 Hektar große Gelände für die größer werdende Sammlung an Katzen zu klein war. 2005 fanden die Brüder in Lumigny-Nesles-Ormeaux einen besser geeigneten Standort und nach einer Bauzeit von einem Jahr wurden alle Tiere umgesiedelt, der Tierpark im Park des Château d’Auneau am 31. August 2006 permanent geschlossen und als Parc des Félins (Park der Katzen) am 14. Oktober 2006 eröffnet.
Am 15. September 2016 eröffnete in etwa einem Kilometer Entfernung ein weiterer kleiner Zoo, der sich als Terre de Singes (Land der Affen) der Vorstellung von Primaten (außer Menschenaffen) widmete. Am 1. Januar 2024 fusionierten beide Parks zum Lumigny Safari Reserve. Die Gesamtfläche beträgt nun ca. 92 Hektar (davon 71 Hektar im ursprünglichen Parc des Félins). Zwischen beiden Parks ist eine Entfernung von knapp einem Kilometer zurückzulegen. Es bestehen an beiden Standorten Parkplätze, Kassenbereiche, Restaurants und Souvenir-Geschäfte. Jedoch kann auch eine kombinierte Eintrittskarte erworben werden.
Das Gelände stellt großzügige Räume für die Tiere zur Verfügung. Steppenartige Flächen oder Bereiche mit üppiger Vegetation entsprechen den Ansprüchen der Katzen an ihre natürlichen Lebensräume in freier Wildbahn.

## Anlagenkonzept und Tierbestand
Die Besonderheit der Lumigny Safari Reserve besteht darin, dass auf dem ca. 71 Hektar großen Gelände in der überwiegenden Mehrzahl Groß- und Kleinkatzen gezeigt werden. Es werden ca. 160 Katzen mit 26 Arten und Unterarten gehalten. Aufgrund von Geburten, Neuanschaffungen, Abgaben an andere Zoos oder Todesfällen schwanken diese Zahlen jahrweise. Zusätzlich gibt es einen Bereich, wo Lemurenarten (Lemuriformes) leben. Die Bereiche für die Tiere wurden unter der Leitung des Parc des Félins nach ihrem geografischen Vorkommen unterteilt und wie folgt bezeichnet:
- Le circuit Europe et Outre-Mer, wo europäische Kleinkatzen, beispielsweise Eurasische Luchse (Lynx lynx) und Europäische Wildkatzen (Felis silvestris), gezeigt werden.
- Le circuit africain stellt afrikanische Katzenarten aus, beispielsweise Löwen (Panthera leo), auch die weiße Farbmutation, Persische Leoparden (Panthera pardus saxicolor), Geparden (Acinonyx jubatus), Servale (Leptailurus serval), Karakale (Caracal caracal) und Sandkatzen (Felis margarita).
- Le circuit américain zeigt Katzen aus Nord- und Südamerika, beispielsweise Pumas (Puma concolor), Rotluchse (Lynx rufus), Kanadische Luchse (Lynx canadensis), Jaguare (Panthera onca), auch die schwarze Morphe, Ozelote (Leopardus pardalis), Langschwanzkatzen (Leopardus wiedii) und Jaguarundis (Herpailurus yaguarondi).
- Le circuit asiatique ist die umfangreichste Abteilung im Tierpark. Sie stellt asiatische Katzen aus. Es werden u. a. Asiatische Löwen (Panthera leo persica), Tiger (Panthera tigris), auch die weiße Farbvariante, Sibirische Tiger (Panthera tigris altaica), Malaysia-Tiger (Panthera tigris jacksoni), Sumatratiger (Panthera tigris sumatrae), Schneeleopard (Panthera uncia), Amurleopard (Panthera pardus orientalis), Nebelparder (Neofelis nebulosa), Asiatische Goldkatzen (Catopuma temmincki) sowie weitere Kleinkatzenarten gezeigt.
- Le circuit malgache besteht aus zwei 2009 geschaffenen Inseln, auf denen die aus Madagaskar stammenden Lemuren in einer natürlichen Umgebung leben und durch folgende Arten vertreten sind: Mohrenmaki (Eulemur macaco), Kronenmaki (Eulemur coronatus), Rotbauchmaki (Eulemur rubriventer), Mongozmaki (Eulemur mongoz), Roter Vari (Varecia rubra) sowie einer großen Gruppe Kattas (Lemur catta).

Besuchern wird angeboten, in einem Informationszentrum einen Film auf Basis von Cinema 4D anzusehen, der im indischen Dschungel spielt und das tägliche Leben einer Familie von Tigern mit drei Jungtieren zeigt.
Nach dem Übergang des Parc des Félins auf Lumigny Safari Reserve wurden die Anlagen teilweise neu zusammengestellt. Mit der Terre de Singes (Land der Affen) wurde ein neues Gelände, das vorwiegend Primaten und Papageien zeigt hinzugefügt.

## Arterhaltungs- und Schutzprogramme
In der Vergangenheit dienten Zoologische Gärten meist nur der Sammlung und Zurschaustellung lebender Tiere, deren Wohlbefinden und Erhaltung eine untergeordnete Rolle spielten. Angesichts der Bedrohungen einer Artenvielfalt bis zum Verschwinden vieler Tier- und Pflanzenarten setzte ein Umdenken ein. Zur Erhaltung bestimmter Arten wurde es notwendig, diese Arten in Zoos zu schützen, zu züchten und wenn möglich wieder in die Freiheit entlassen. Dies wurde zur Grundlage für die sogenannten Ex-situ-Programme, d. h. Erhaltung außerhalb der natürlichen Umgebung. Viele zoologische Gärten, darunter auch der Parc des Félins, haben sich zusammengeschlossen, um dieses gemeinsame Ziel zu erreichen.
Während der Leitung durch Parc des Félins wurde die Organisation Panthera, die sich aktiv zur Arterhaltung von Katzen einsetzt, unterstützt, dazu zwei Beispiele:
- In Südafrika versammeln sich zu den Feiern der von Isaiah Shembe gegründeten Shembe Church Tausende von Zulus. Die zeremonielle Kleidung dieser rituellen Feiern besteht im Wesentlichen aus einem aus Leopardenfell gefertigtem Umhang, der für den Träger die Kraft und Eleganz dieser Raubkatze symbolisiert. Die Organisation Panthera ist seit 2013 bemüht, die Teilnehmer der Feiern zu überzeugen, anstelle eines echten Leopardenfells eine nahezu perfekte Imitation aus synthetischem Material als Kleidung zu verwenden, um keine Leoparden in freier Wildbahn für neue Pelze zu töten. Von 2014 bis 2017 wurden mehr als 18.000 solcher synthetischer Umhänge verteilt, was zu einem Rückgang der Verwendung von echten Pelzen um rund 50 % führte. Naturschützer planen, die Kampagne mit Leopardenfell-Imitationen auf andere ethnische Gruppen und afrikanische Länder auszudehnen, in denen Kleidung aus Leopardenfell in zeremoniellen Veranstaltungen eine zentrale Rolle spielt. Das Schmuck- und Uhrenunternehmen Cartier und die Peace Parks Foundation sind dabei bedeutende Geldgeber des Panthera-Programms.[4]
- Fotofallen werden von Forschern bevorzugt dazu verwendet, Populationen von Wildtieren zu quantifizieren und Erkenntnisse über die Biologie der Arten zu gewinnen. Panthera hat mehrere fotografische Fallen entwickelt, die mit einer sofortigen Satellitenübertragung in das Rangers-Basislager ausgestattet sind. Dabei werden Menschen von Tierarten unterschieden und es ist möglich, Wilderer zu fotografieren. Selbst wenn ein Wilderer die Fotofalle findet und sie zerstört, wurde das Foto bereits an die Ranger und die zuständigen Behörden übertragen und eine Identifizierung des Täters ist oftmals möglich.

## Galerie
Die nachfolgende Bildauswahl zeigt einige Groß- und Kleinkatzen aus dem Bestand von Lumigny Safari Reserve:

### Großkatzen

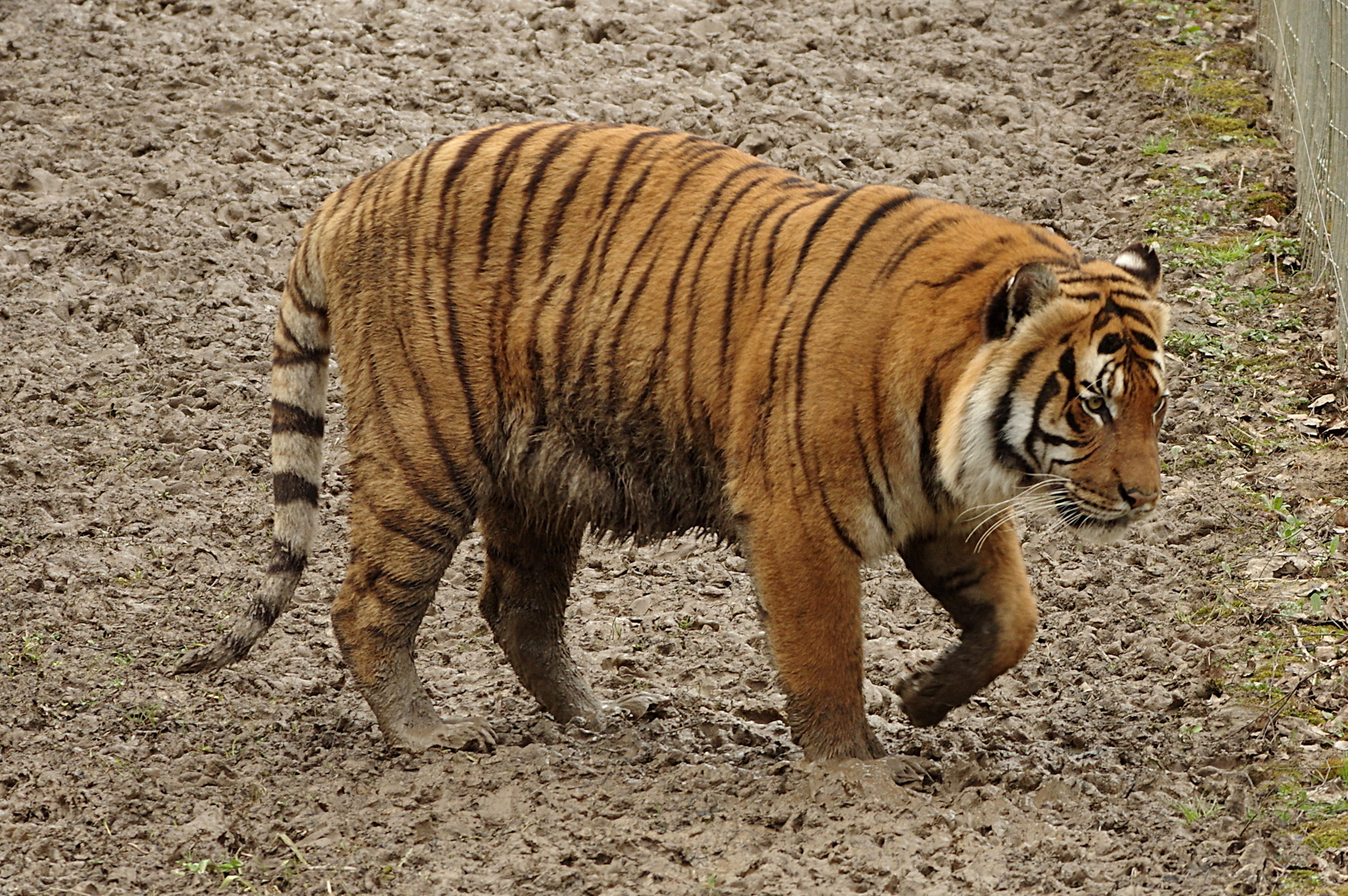
Malaysia-Tiger (Panthera tigris jacksoni)
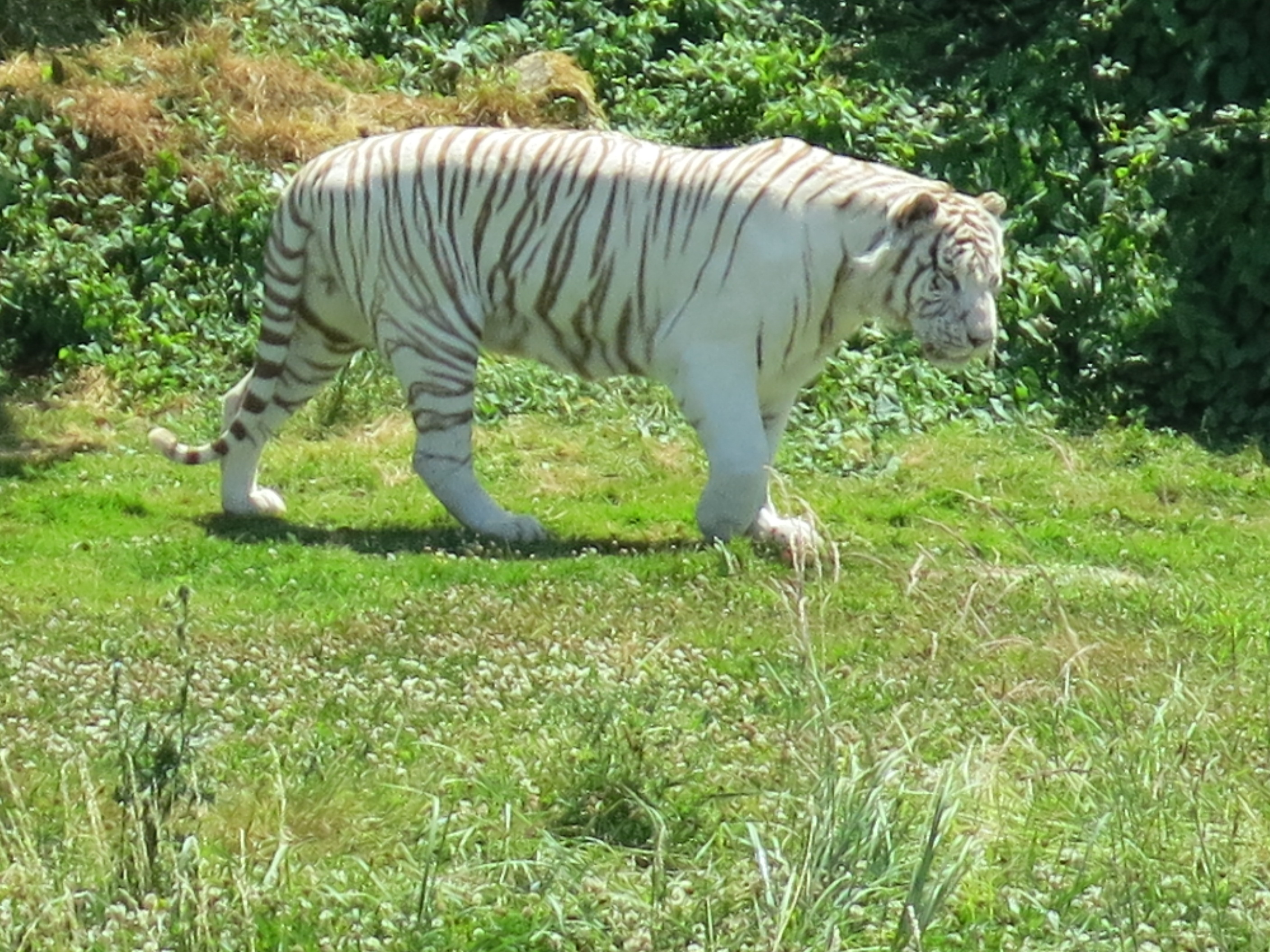
Weißer Tiger (Panthera tigris)
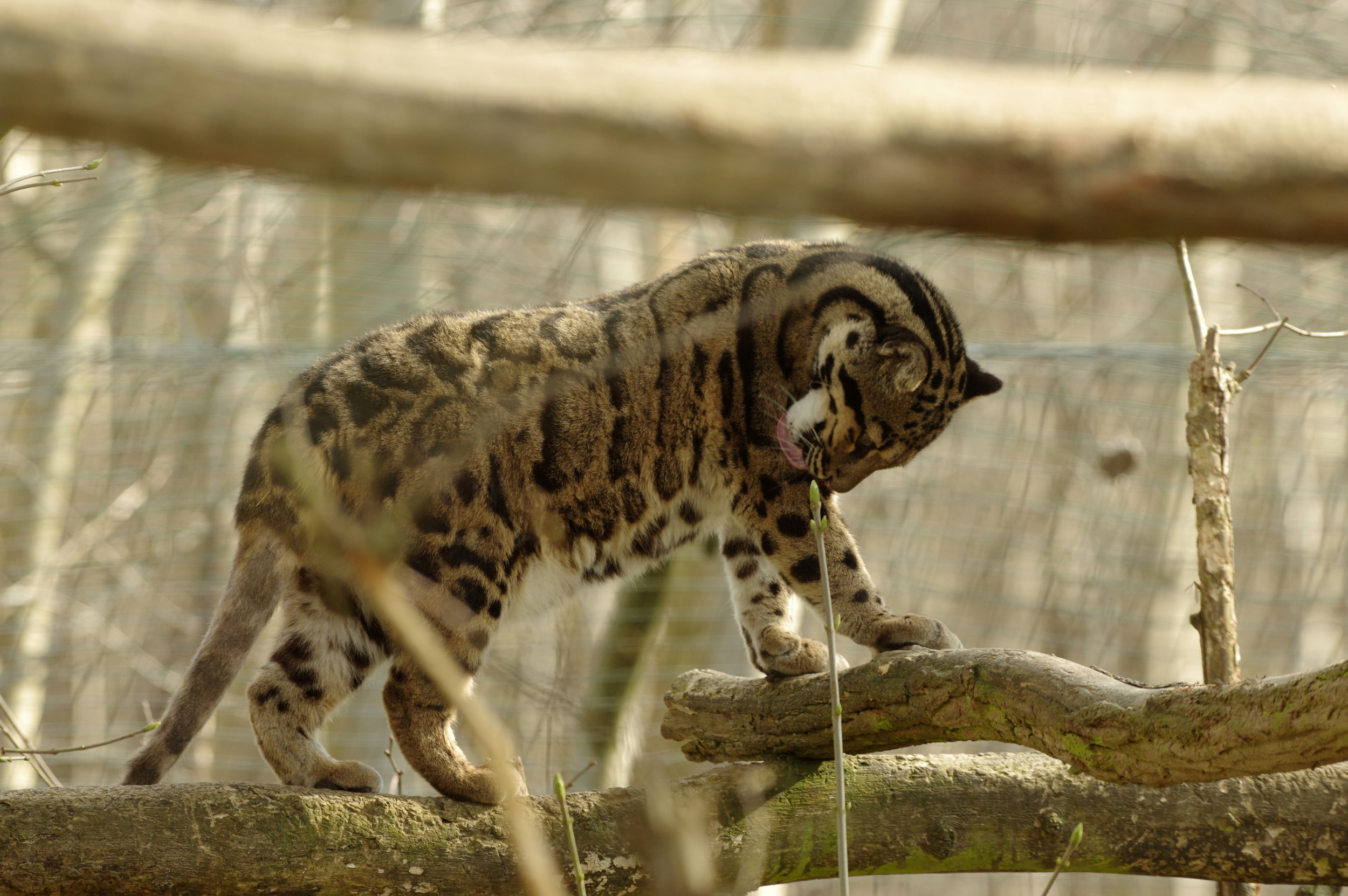
Nebelparder (Neofelis nebulosa)
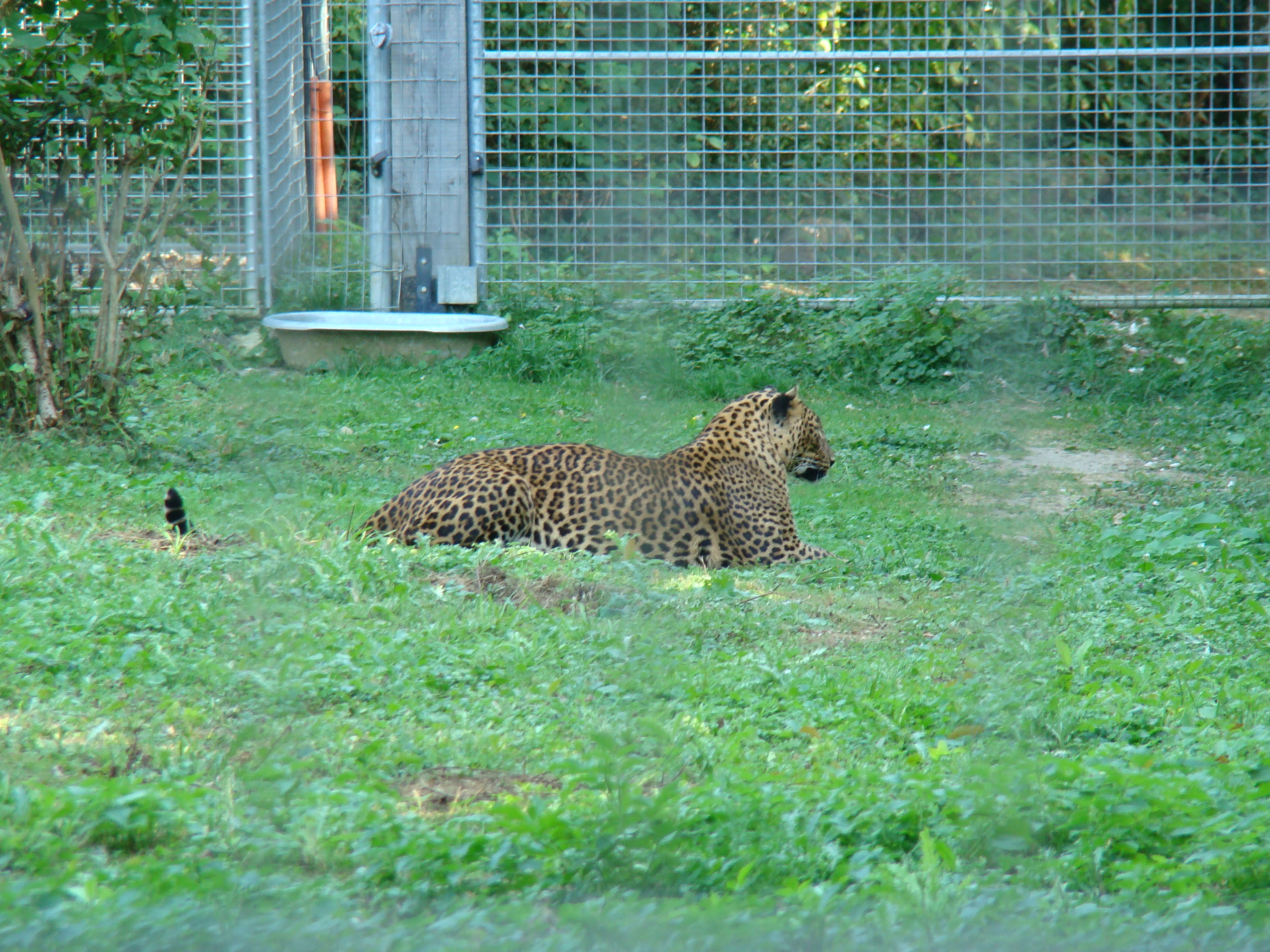
Sri-Lanka-Leopard (Panthera pardus kotiya)
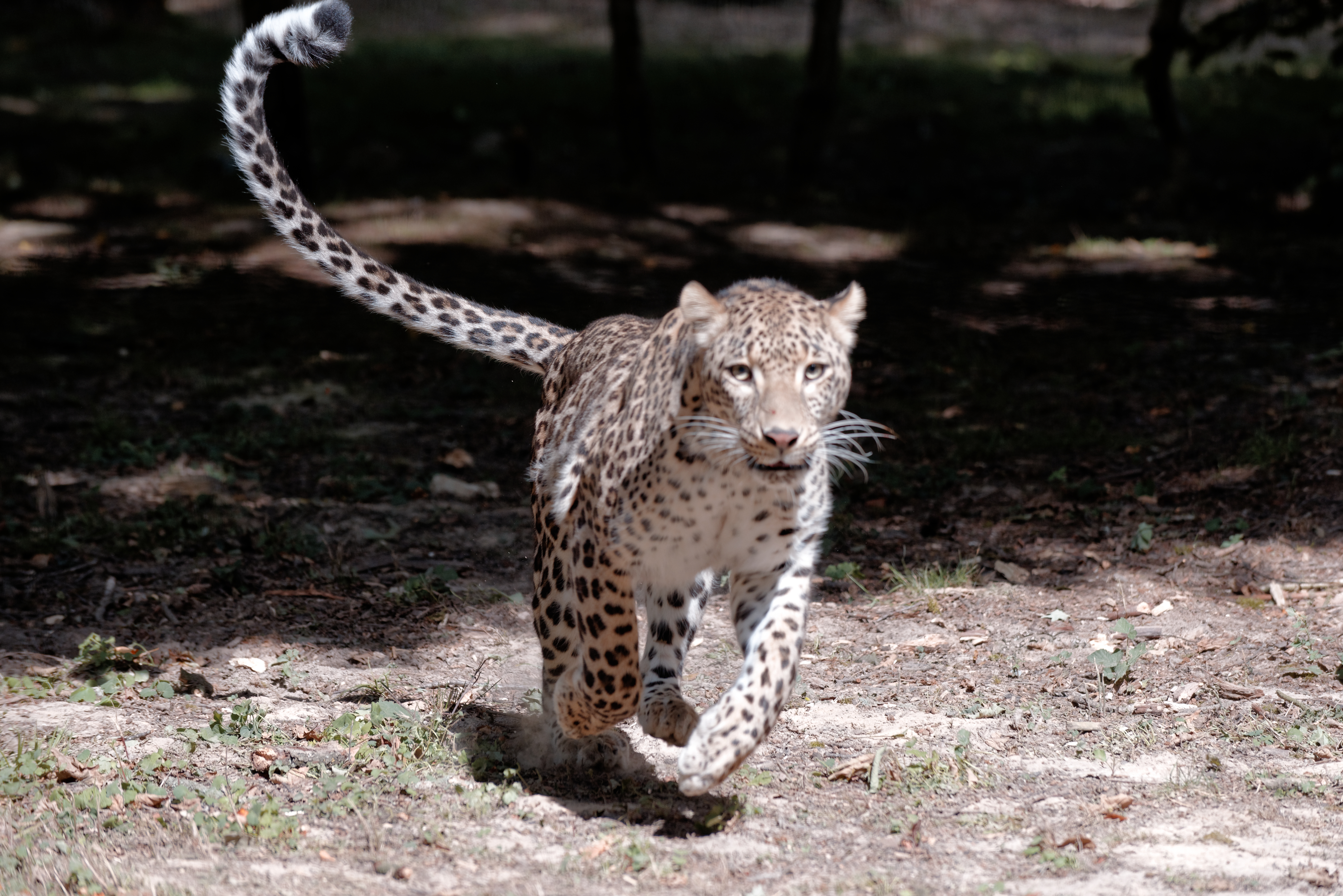
Persischer Leopard (Panthera pardus saxicolor)
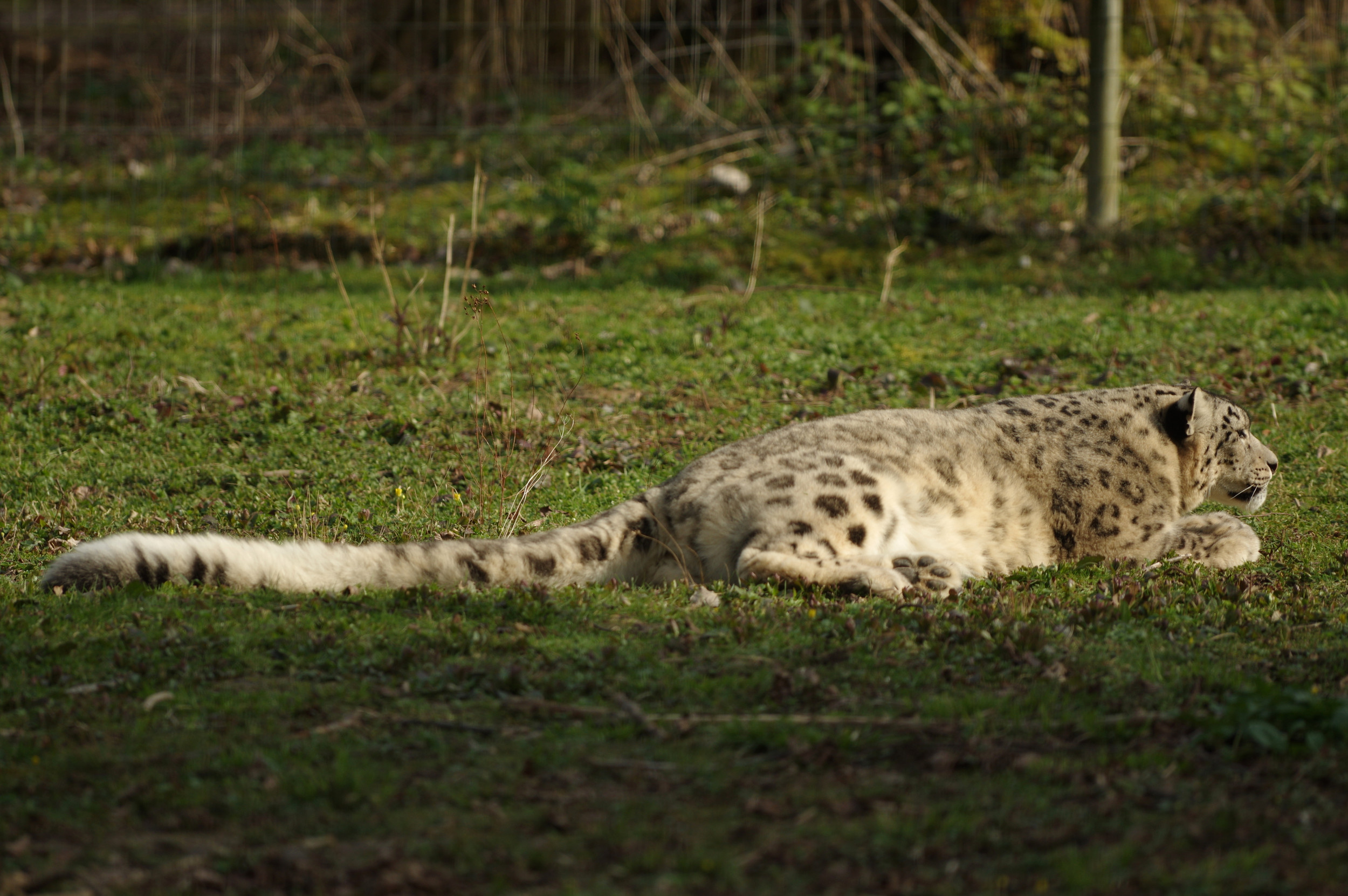
Schneeleopard (Panthera uncia)
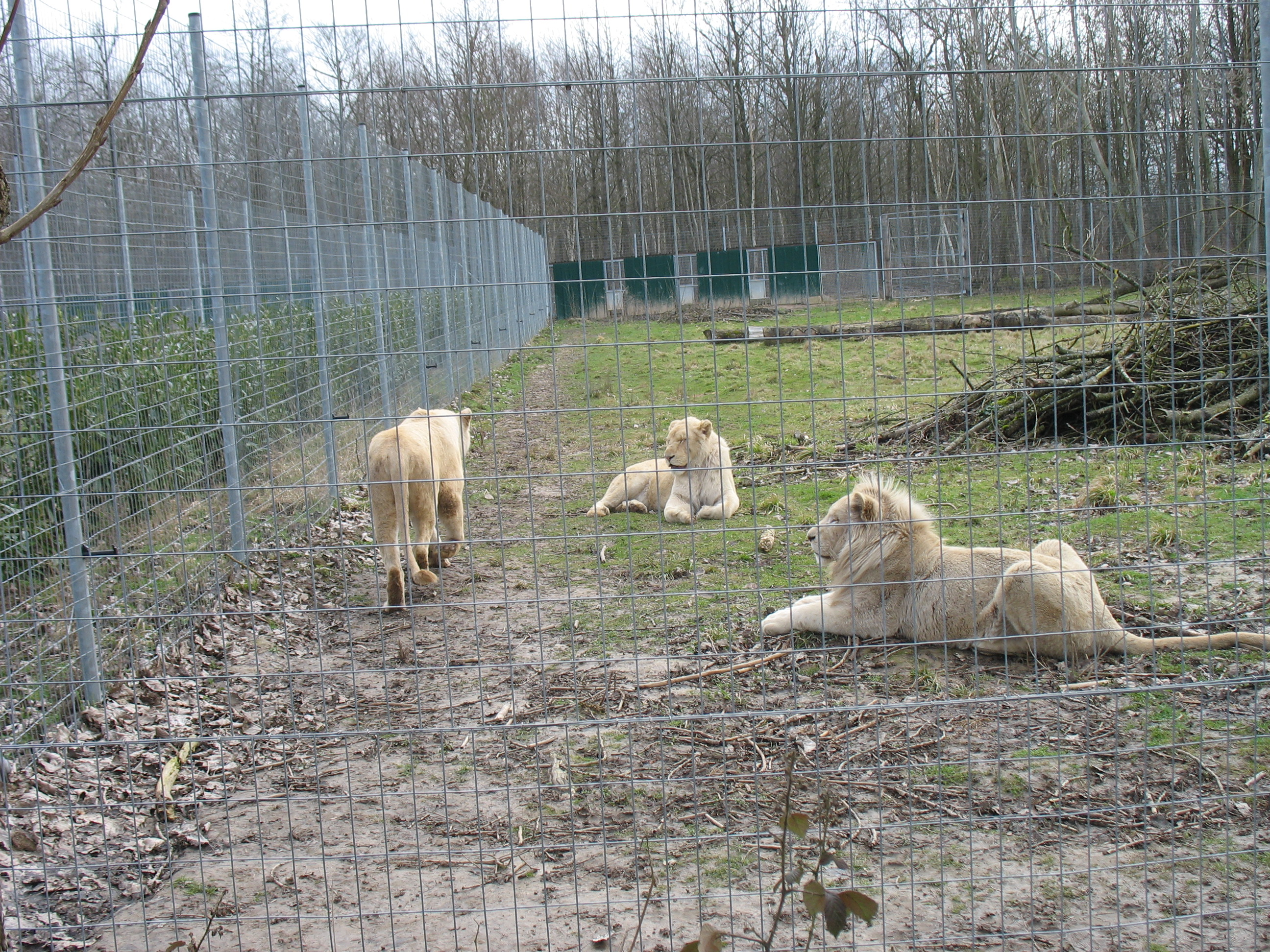
Weiße Löwen (Panthera leo)
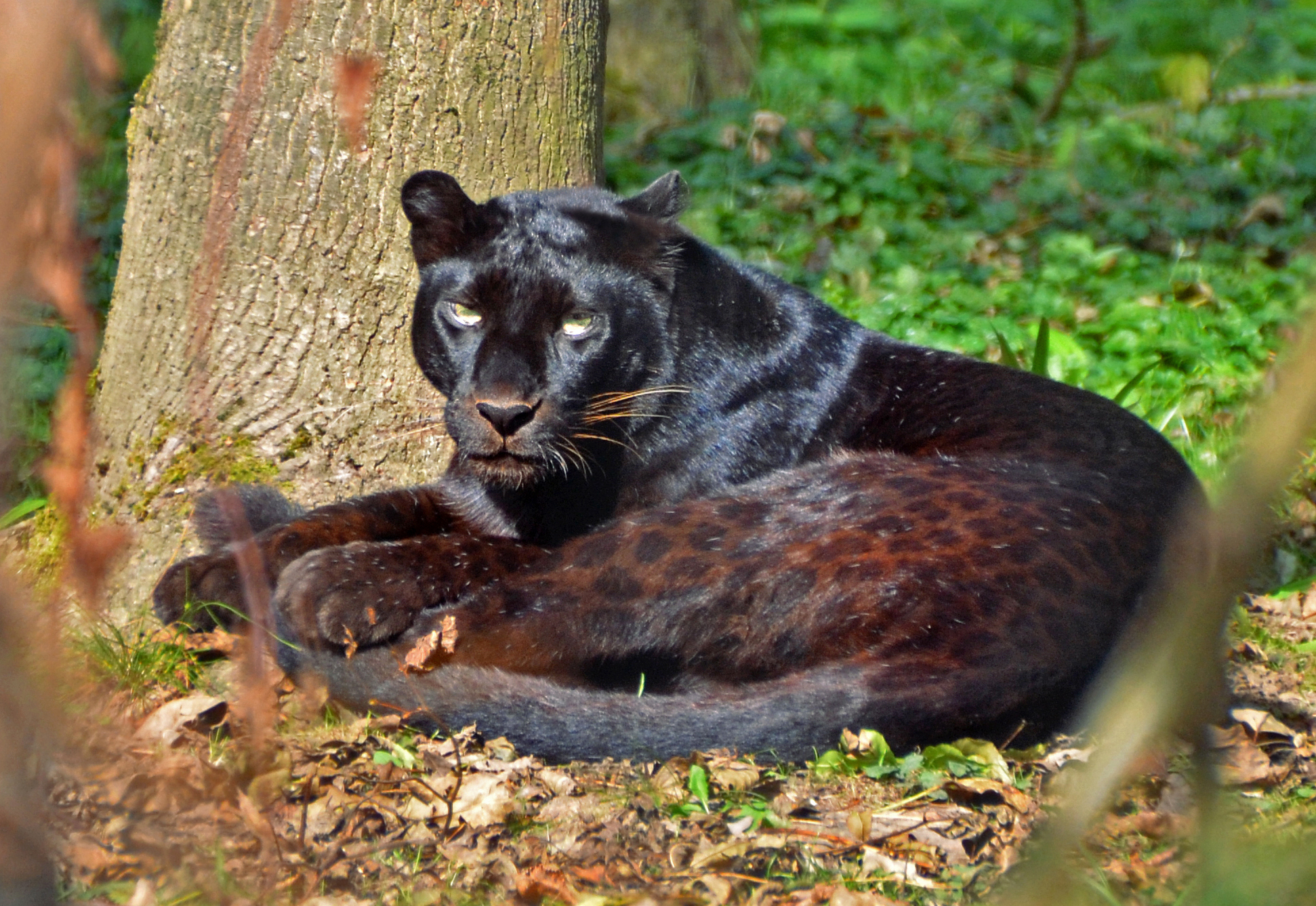
Jaguar (Panthera onca), (schwarze Morphe)

### Kleinkatzen

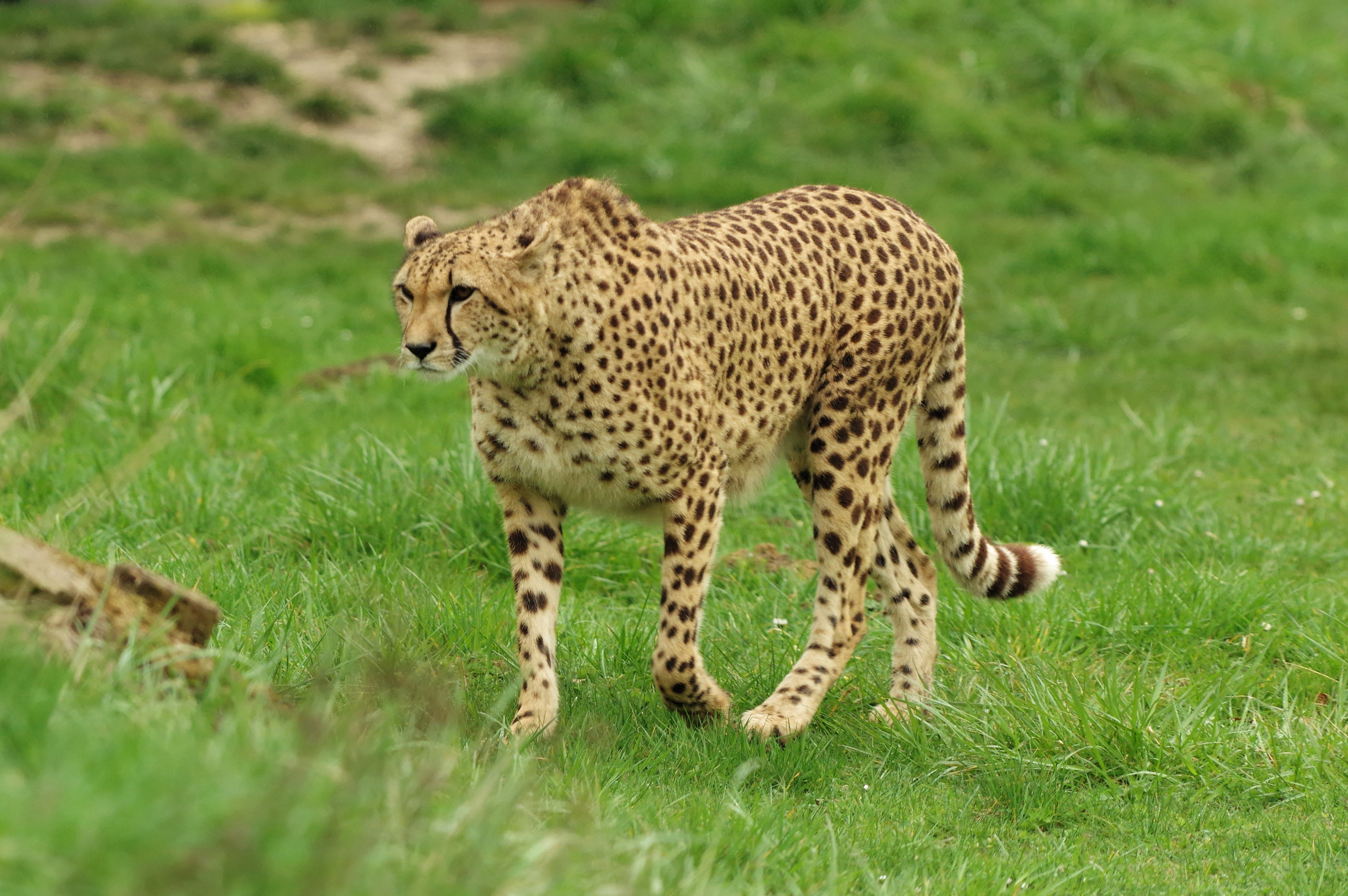
Gepard (Acinonyx jubatus)
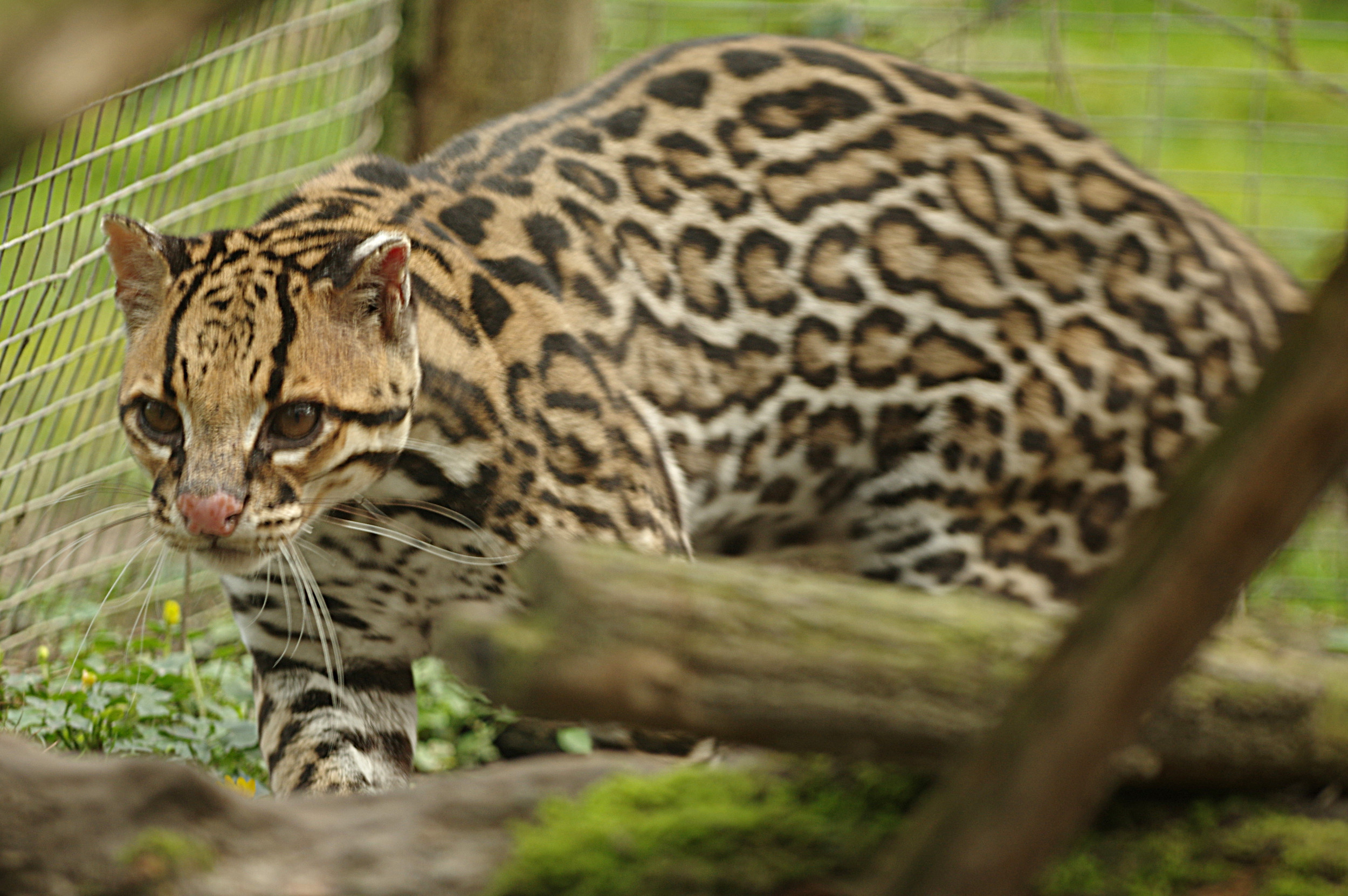
Ozelot (Leopardus pardalis)
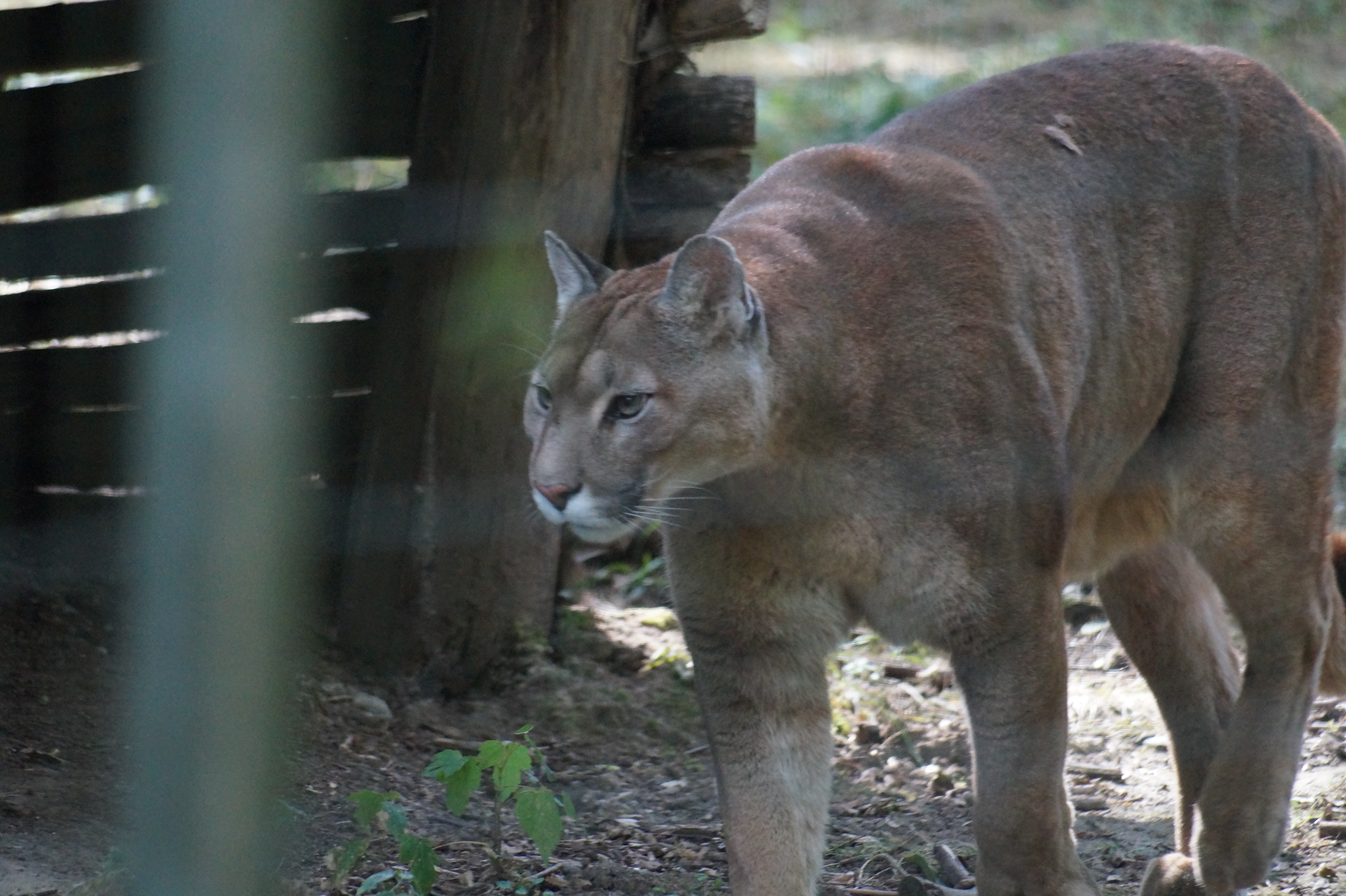
Puma (Puma concolor)
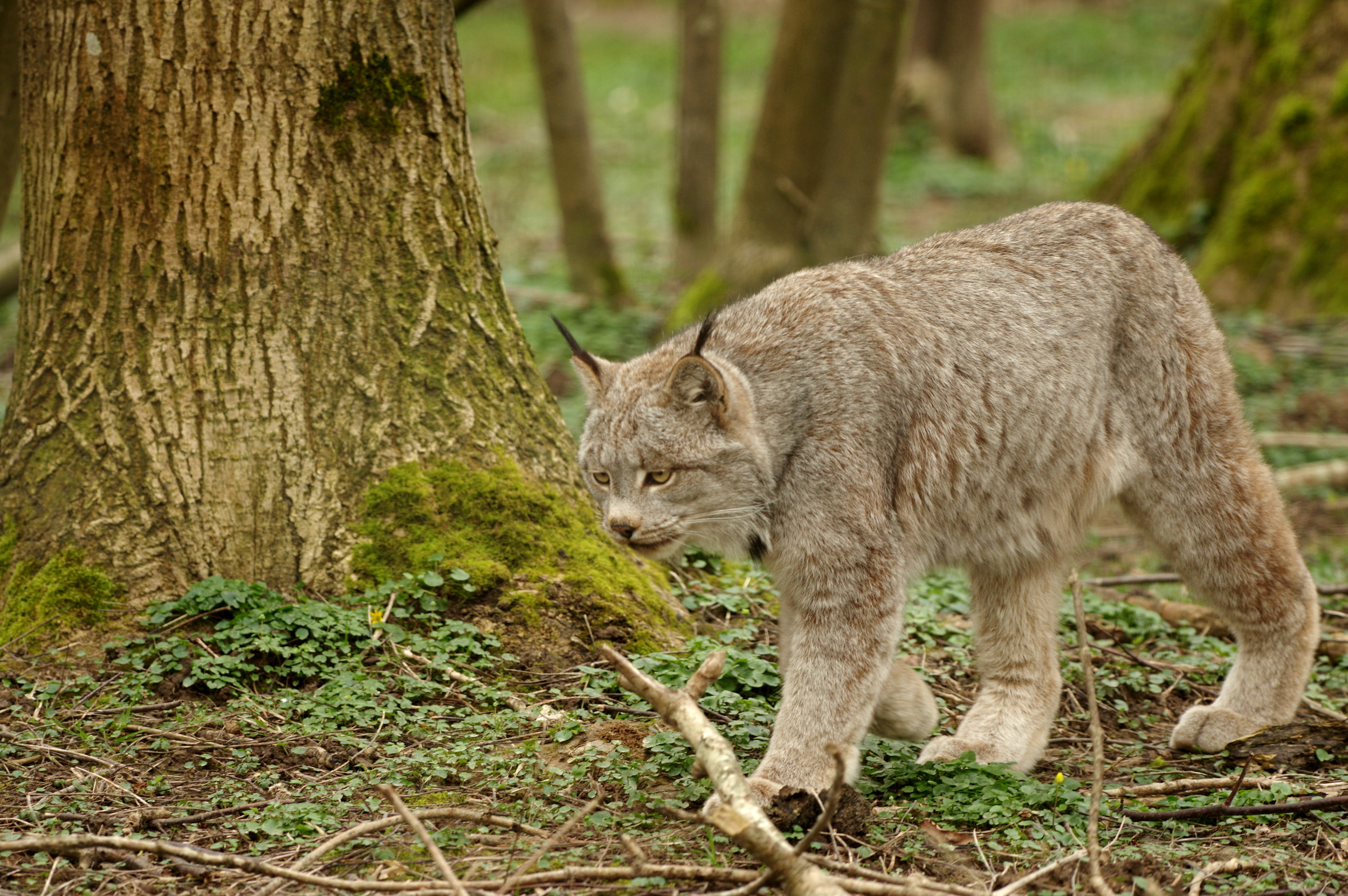
Kanadischer Luchs (Lynx canadensis)
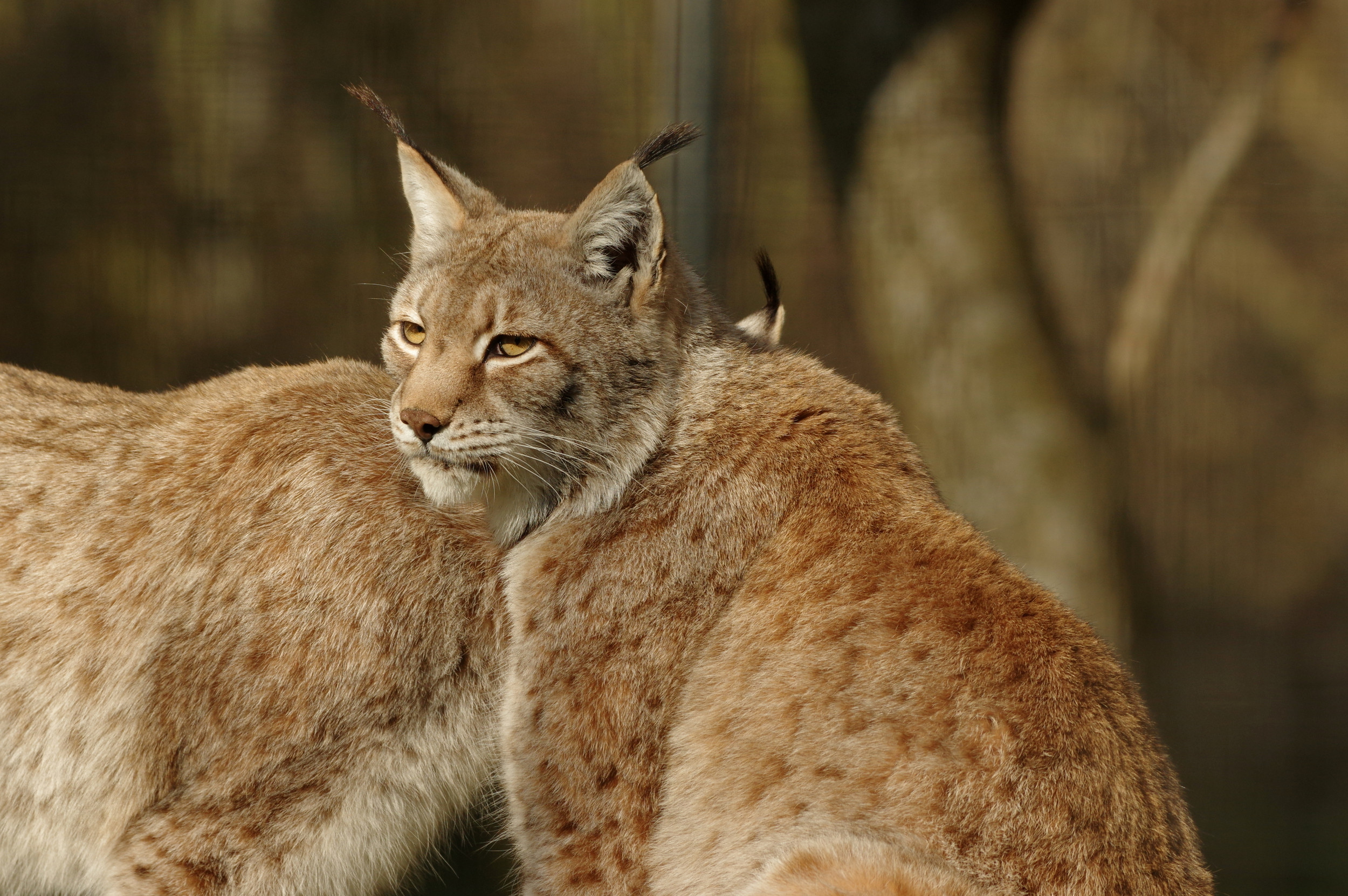
Zentralasiatischer Luchs (Lynx lynx isabellinus)
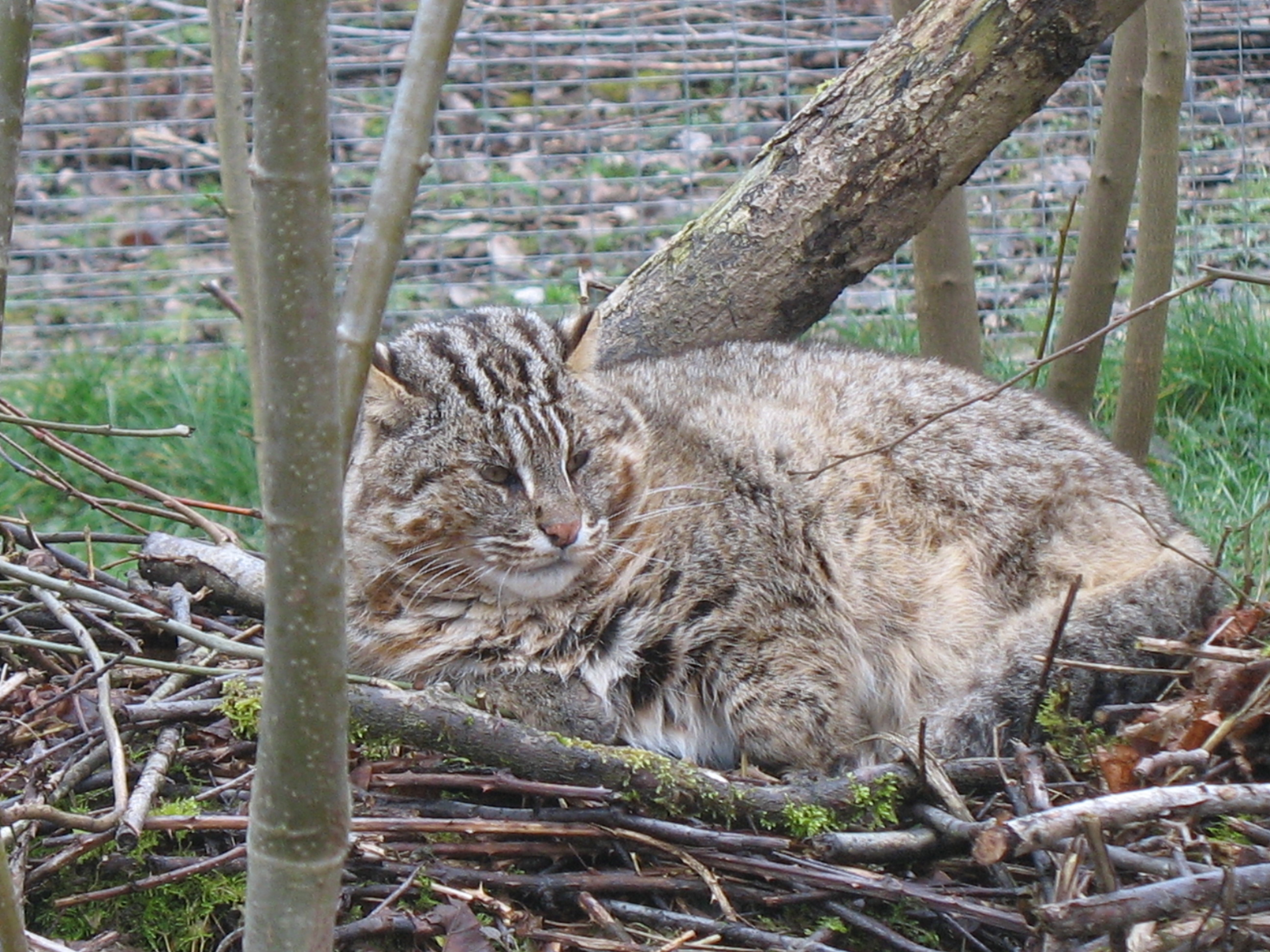
Amurkatze (Prionailurus bengalensis euptilurus)
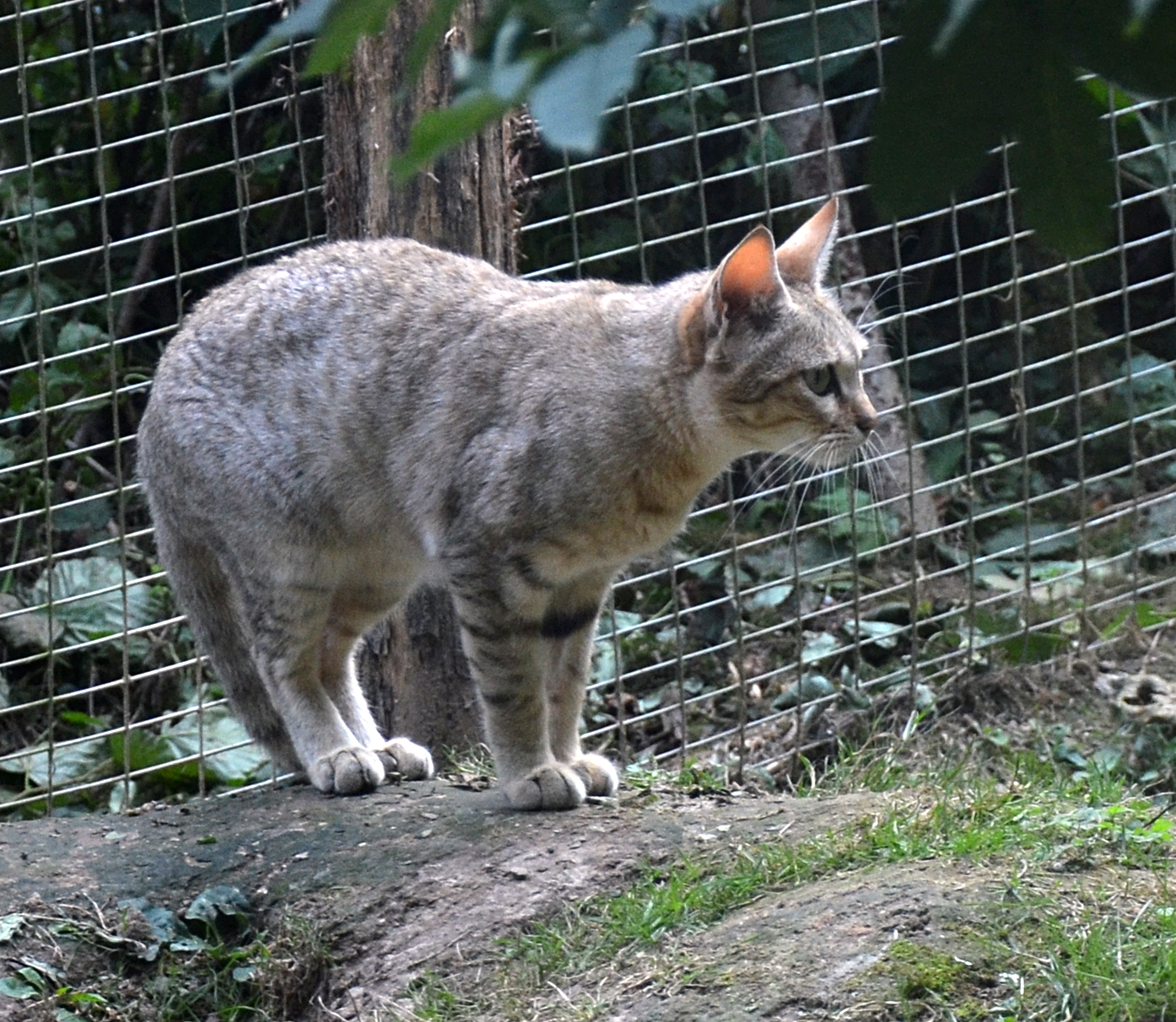
Asiatische Wildkatze (Felis lybica ornata)
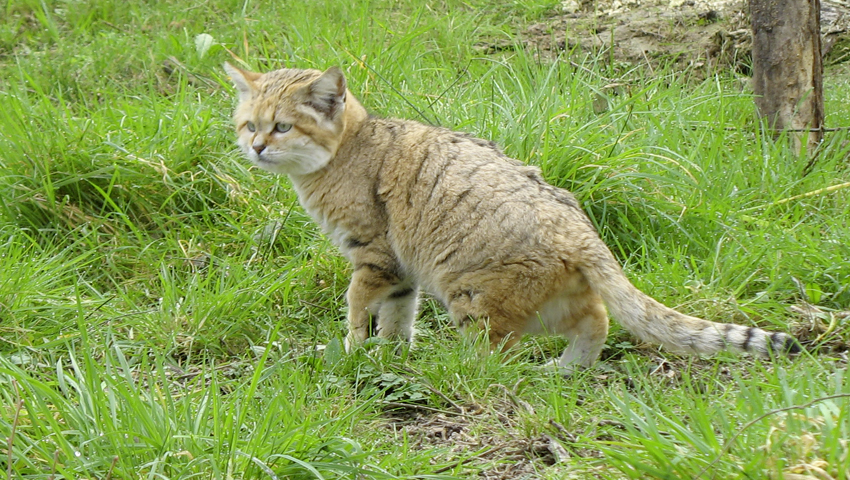
Sandkatze (Felis margarita)
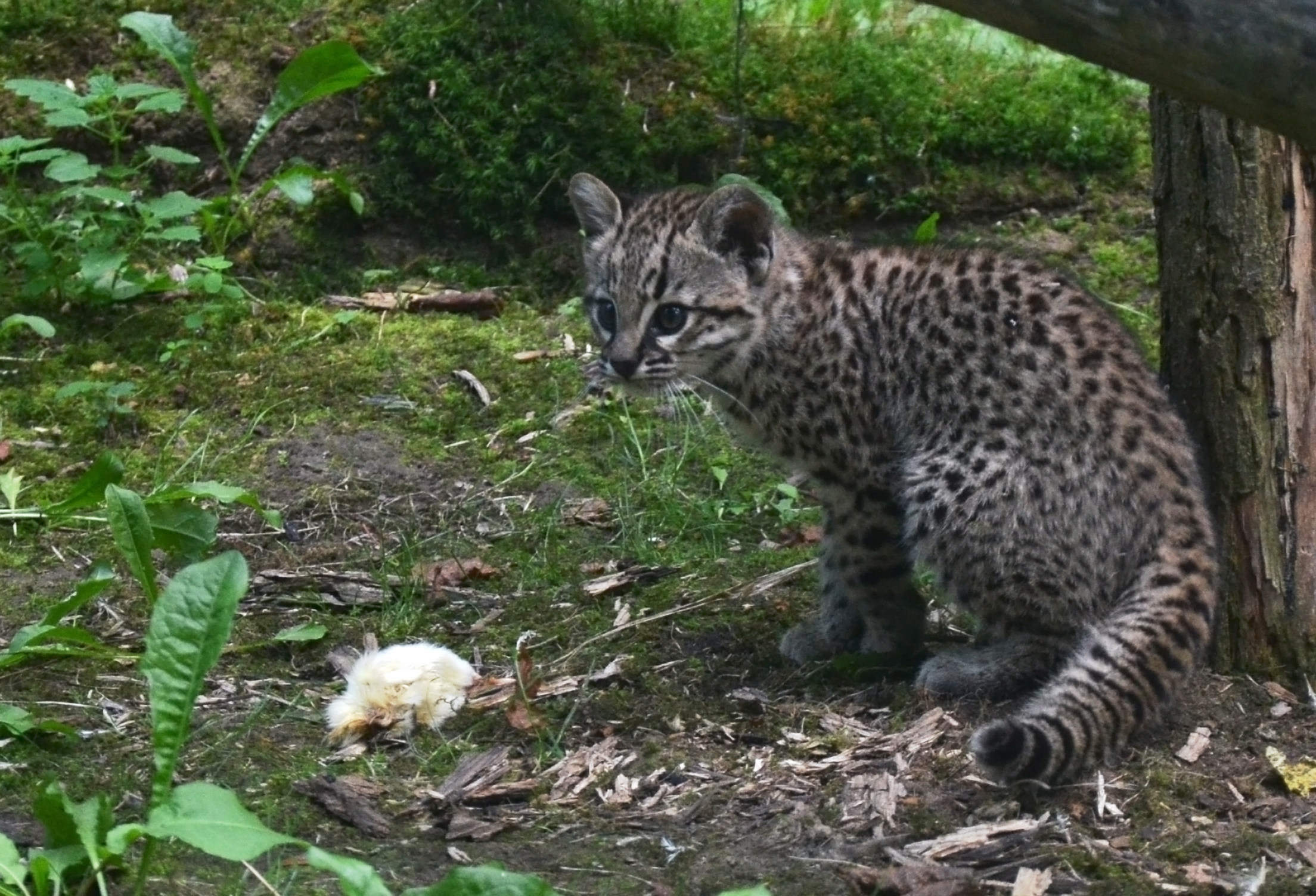
Kleinfleckkatze (Leopardus geoffroyi)
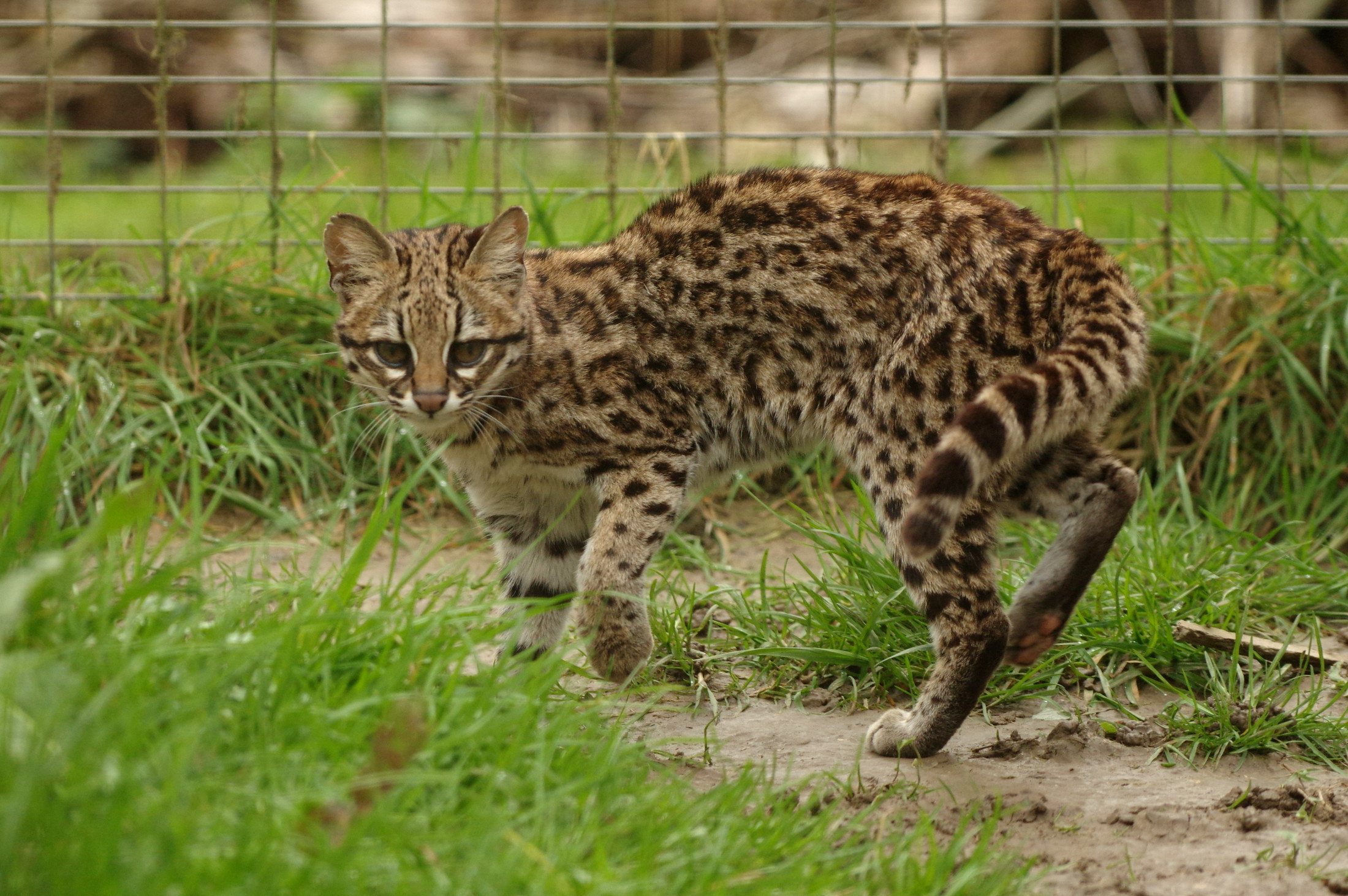
Nördliche Tigerkatze (Leopardus tigrinus)